# Ronny Nilsson
Sven Arne Ronny Nilsson (ur. 23 czerwca 1953 w Helsingborgu) – szwedzki judoka. Olimpijczyk z Moskwy 1980, gdzie zajął dwunaste miejsce w wadze lekkiej.
Uczestnik mistrzostw świata w 1971 i 1979. Zdobył dwa medale mistrzostw nordyckich. 

## Letnie Igrzyska Olimpijskie 1980
| Konkurencja | Eliminacje              | Eliminacje            | Klas. końcowa |
| Konkurencja | Przeciwnik I            | Przeciwnik II         | Miejsce       |
| ----------- | ----------------------- | --------------------- | ------------- |
| 71 kg       | Neofitos Aresti (CYP) Z | Ricardo Tuero (CUB) P | 12.           |